# Hyperforma
Hyperforma — аркадная и ролевая инди-игра, разработанная независимой российской студией Nord Unit. Выход игры состоялся в марте 2018 года для мобильных устройств iOS и Android, в сентябре 2019 года для портативных устройств Nintendo Switch. Игрок управляет компьютерной визуализацией пользователя, который должен уничтожать вращающиеся кубы и взаимодействовать с ИИ, которые по разному относятся к пользователю.
При создании игры, команда разработчиков вдохновлялась литературой, затрагивающей тему столкновения героя и враждебного ИИ, например в книге «Киберпространство» или манге Blame!. Игровые критики оставили смешанные оценки игре, средняя оценка по версии агрегатора Metacritic составила 72 балла из 100 возможных для мобильной версии и Nintendo Switch. Рецензенты похвалили игру за её художественную эстетику и в целом оригинальную идею игрового процесса, однако указали на сложность игры.

## Игровой процесс
Действие игры происходит через 256 лет после гибели человечества, которое оставило после себя «древнюю сеть», являющююся ничем иным, как пустым и бесконечным киберпространством. Игрок берёт на себя роль безымянного робота-исследователя, который погружается в просторы киберпространства, чтобы раскрыть секреты исчезнувшей цивилизации. Для этого герою надо будет взломать интерфейсы, охраняющие сеть ИИ, представленных в образе титанов.
Взлом интерфейса представлен в виде каждого отдельного уровня, который по сути представляет собой более сложную, трёхмерную и вращающуюся версию Breakout. Сам геймплей совмещает в себе аркаду и ролевую игру. Герой летит в случайном направлении, ударяясь, как шар об край сцены и платформы. При нажатии «атаки», робот сразу же атакует находящийся напротив себя и ядра блок. Сам игрок может вращать платформу, чтобы позволить герою уничтожить нужные блоки. В конце концов робот обнажает ядро, обозначенное уникальным символом и уничтожает его, завершая уровень. Чтобы уничтожить некоторые ядра, необходимо обойти их систему безопасности, представленную в виде неразрушаемых белых блоков. На некоторых чёрных блоках имеются символы и они детонируют при их активации, уничтожая соседние блоки. По мере уничтожения блоков, игрок должен вращать центральный интерфейс, проводя пальцами по экрану, чтобы робот мог уничтожать блок с нужной стороны. Когда в ядре показывается отверстие, игрок должен нажать кнопку «атака», чтобы поразить ядро, проникнуть в него и заполучить ключи времени (получаются за быстрое прохождение), контроля (получаются при нуле смертей) и силы (получаются при уничтожении определённого количества блоков).
При вращении ядра, по краям экрана движутся красные платформы, с которыми игровой персонаж не должен соприкасаться, в противном случае уровень перезагружается. В поздних уровнях появляются уже несколько красных платформ. Успешно взломав ядро, игрок зарабатывает несколько очков опыта, которые можно тратить на усиление или приобретение новых способностей и навыков, таких, как например нанесение большего урона или уничтожение нескольких блоков одновременно. Все уровни в игре поделены на несколько глав, последний уровень каждой главы требует сражения с боссом. Связанный с ним игровой процесс разработчиками обозначен, как Bullet Hell, требующий от игрока двигаться кругами, уклоняться от вражеских атак и сопротивляться.

## Разработка
Разработкой Hyperforma занималась независимая студия разработчиков видео-игр Nord Unit, базирующаяся в России, Калининграде. В состав команды создателей входили три человека: Федор Данилов и руководитель команды занимался визуальным, игровым дизайном и сценарием. Денис Дорохов работал над пользовательским интерфейсом, анимациями, сценами и звуковыми эффектами, а Дмитрий Конарев взял на себя обязанности программирования игры с использованием движка Unity3D, работы над уровнями и прочими техническими аспектами игры. Разработка Hyperforma началась с идеи создать простую, но необычную игру всего за три месяца. Однако в итоге на разработку игры у команды ушло более двух лет. Команда придерживалась принципа «не делай, как другие, но сделай это хорошо». «Вместо условно-бесплатной игры — сделай платную, вместо бесконечных уровней — создай историю и так далее», в данной идее разработчики видели залог успеха. В итоге созданный прототип представлял собой трёхмерную версию Breakout, где игрок запускал мяч, вращал трёхмерную фигуру и пытался не попасть в чёрные блоки. После этого команда начала размышлять о художественной концепции игры, в итоге остановившись на теме киберпанка взлома сети с помощью аркадной механики. Отскакивающий мяч было решено превратить в героя, который атакует огромную форму блоков. Создатели заметили, что данная концепция хорошо подходила для темы киберпанка, в частности аналогичная идея противостояния маленького героя и огромных кубоидных структур описывалась в романе «Киберпространство» Уильяма Гибсона. Среди прочих произведений разработчики вдохновлялись такими романами, затрагивающими идею столкновения героя и ИИ, как «Гиперион» Дэна Симмонса, книгами Питера Уоттса, «Лавина» Нила Стивенсона, мангой Blame! Цутому Нихэя, а также статьями о суперинтеллекте. При этом у команды не было чёткого видения того, чем должен был стать их конечный продукт, в процессе разработки художественный стиль подвергался полной переработке, а в саму игру добавляли новые механики, чтобы усложнить её. Вместе с переходом Hyperforma на новую версию движка Unity, игру пришлось почти полностью переделывать, так как в ней сломалась вся физика.
Параллельно разработчики занимались сторонними веб-проектами и дизайном, чтобы финансировать разработку. Все представленные изображения в игре созданы с помощью векторной графики, так как такие изображения могут быть масштабированы и частично анимированы без потери качества.

## Анонс и выход
Полученный прототип команда решила представить летом 2017 года на конференции «Белые Ночи» в Санкт-Петербурге. Там игра получила положительные отзывы и была номинирована на три награды Indie Game Cup. После этого, Hyperforma была представлена на других игровых конференциях и конкурсах, получив ряд наград и номинаций, в том числе как «Инди-Гран-При», «Лучшая мобильная игра» на GTP Indie Cup, Лучшая игра Unity (Games Gathering 2017), «лучшая мобильная игра», «Превосходство в визуальном искусстве» (DevGAMM 2017) и «Лучший игровой дизайн» (White Nights 2017). В это время, команда продолжала разработку игры, занимаясь созданием дополнительных уровней. Изначально в Hyperforma было представлено десять глав, однако команда продолжала заниматься улучшением игры, чтобы соответствовать уровню качества, заложенного ещё в первых главах. В итоге выпуск игры был отложен на год. Полученная игра оказалась очень длинной по меркам платной мобильной игры, поэтому разработчики решили убрать значительную часть контента из Hyperforma и выпустить его позже, в составе бесплатного обновления, а также возможно в продолжении игры Hyperforma 2.
Незадолго до выпуска, игра была доступна для предварительного заказа и некоторое время находилась на первом месте в разделе предзаказа в США, в App Store. 27 марта 2018 года, выпуск Hyperforma состоялся для мобильных устройств iOS. Многие игроки однако начали жаловаться на слишком высокий уровень сложности игры. Разработчики признали, что допустили ошибку из-за недостаточного тестирования Hyperforma и выпустили позже ряд обновлений, добавляющих более развёрнутую систему обучения оригинальной игровой механики, а также лёгкий игровой режим. Разработчики также заявили о планах выпустить игру на Android, Amazon, Switch, PS4 и Xbox.
5 сентября 2019 года состоялся выход игры на Nintendo Switch. В данную версию также был добавлен PvP-режим, в котором один игрок управляет персонажем, пытаясь уничтожить ядро, а второй игрок вращает ядро и активирует ловушки в попытке убить нарушителя.

## Восприятие
| Сводный рейтинг    | Сводный рейтинг           |
| Агрегатор          | Оценка                    |
| ------------------ | ------------------------- |
| Metacritic         | Switch: 72/00 iOS: 72/100 |
| Иноязычные издания |                           |
| Издание            | Оценка                    |
| App Advice         | 91 %                      |
| Nintendo Life      | 7/10                      |
| God is a Geek      | 7/10                      |
| Pocket Gamer UK    | [ 7 ]                     |

Игра получила смешанные оценки со стороны игровых критиков. Средняя оценка по версии агрегатора Metacritic составила 72 балла из 100 возможных для мобильной версии и Nintendo Switch.
Часть критиков оставили восторженные отзывы. Например представитель сайта AppAdvice заметил, что наслаждался Hyperforma на всём протяжении игры, её изысканной графикой и превосходной музыкой. Игровой процесс показался критику знакомым, но в то же время совершенно новым и сложным. Он также оценил в целом дизайн уровней и как в них постепенно вводятся новые механики. Сложность в игре хоть и не умолима, но повышается постепенно. Критик сайта KickMyGeek назвал Hyperforma сочетанием навыков и аркады. Хотя игра предлагает простую игровую механику для понимания и оптимальную маневренность на сенсорном экране, она достаточно сложна, чтобы поклонники хардкорных игр по достоинству оценили её. Критик сайта Video Chums назвал Hyperforma настоящей жемчужиной инди-игр, от которой не возможно оторваться.
Другая часть критиков оставили смешанные или сдержанные отзывы. Источником критики выступил игровой процесс. Например критик сайта 148apps заметил, что с одной стороны Hyperforma предлагает множество оригинальных идей и выглядит идеально детализированной и продуманной, однако данное впечатление быстро разбивается об быстро усложняющиеся уровни, в итоге игру сложно рекомендовать кому либо. Рецензент сайта Pocket Gamer также заметил, что Hyperforma ни в коем случае не плохая игра, со своим уникальным стилем, радующим глаз, но в конце концов игровой процесс кажется слишком плоским. Представитель сайта GameCritics заметил, что было большой ошибкой отказываться от обучающей системы (в ранней версии игры), учитывая, что освоение тонкостей трёхмерного вращения требует навыка. Критик всё же увидел в Hyperforma большой потенциал, если её доработать и сбалансировать сложность. Рецензент сайта Pure Nintendo также заметил, что со временем, представленные уровни кажутся слишком повторяемыми и несмотря на оригинальную задумку, игра не предлагает внятного развития игрового процесса, хотя игроки, любящие игры, где необходимо уничтожать блоки — высоко оценят Hyperforma.

## Внешние ссылки
- nordunit.com/ru/ — официальный сайт Hyperforma